# Whitfield Diffie

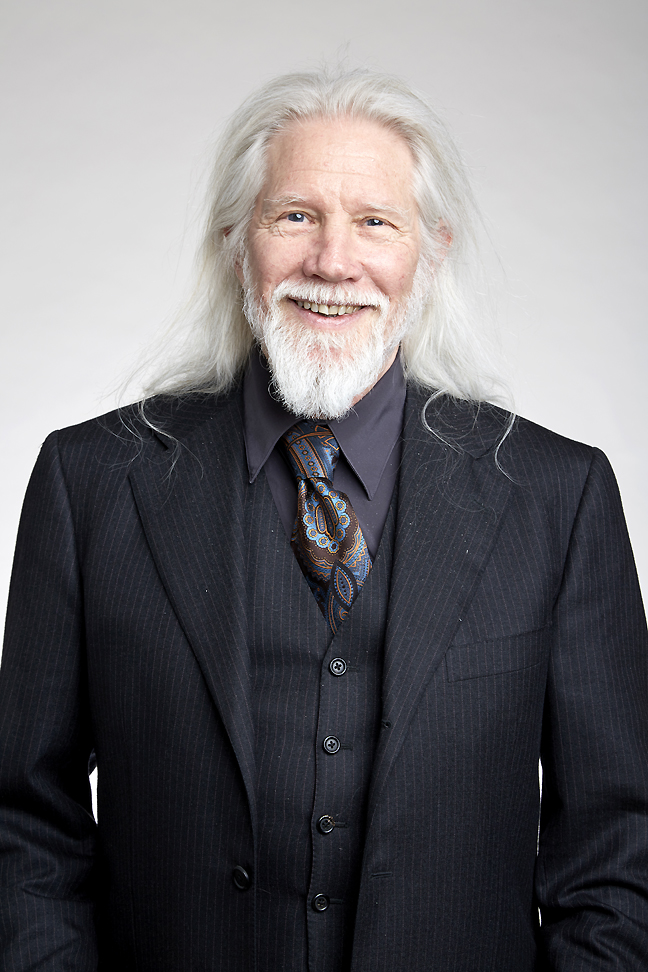
Whitfield Diffie

Whitfield „Whit“ Diffie (* 5. Juni 1944 in Washington, D.C.) ist ein US-amerikanischer Experte für Kryptographie. Er gehört gemeinsam mit Martin Hellman zu den Wegbereitern der Public-Key-Kryptographie (Verschlüsselung mit öffentlich zugänglichen Schlüsseln und asymmetrischen Verschlüsselungssystemen).

## Leben und Werk
Er beendete sein Mathematik-Studium am Massachusetts Institute of Technology 1965 (Bachelor-Abschluss) und war dort im Umfeld des Artificial Intelligence Lab, ab den 1960er Jahren ein führendes Forschungszentrum zur Künstlichen Intelligenz, an dem neben Wissenschaftlern auch viele Hacker aktiv waren. Ab 1969 war er an der Stanford University, wo seine Zusammenarbeit mit Hellman zur Kryptographie begann. Sein Interesse dafür stammte wie das von Hellman insbesondere aus der Lektüre des 1967 erschienenen Klassikers The Codebreakers von David Kahn. Nach seiner Zeit in Stanford arbeitete er an Sicherheits-Software bei Northern Telecom, wo er Manager für Secure Systems Research war und die Schlüssel-Verteilungs-Architektur für X.25-Netzwerke in deren PDSO-System entwickelte. Ab 1991 arbeitete Diffie bei der Firma Sun Microsystems in Menlo Park in Kalifornien als Distinguished Engineer und als Chief Security Officer auf Vizepräsidentenebene. Er ist Sun Fellow. Er war unter anderem Gastprofessor am Royal Holloway College der Universität London, war Fellow des Isaac Newton Institute in Cambridge und der Marconi Foundation.
1976 veröffentlichten Diffie und Hellman, die damals an der Stanford-Universität tätig waren, ihren Aufsatz New Directions in Cryptography. Darin beschrieben sie den mittlerweile nach ihnen benannten Diffie-Hellman-Schlüsselaustausch; ein neuartiges Verfahren zur Lösung des Problems der sicheren Bereitstellung von geheimen Schlüsseln zur Verschlüsselung von Nachrichten. Sie verwendeten dazu eine sogenannte Einwegfunktion.
Er beschäftigt sich auch mit gesellschaftlichen Fragen der Kryptographie, worüber er ein Buch mit Susan Landau schrieb, und war Sachverständiger in mehreren Senats- und Kongress-Anhörungen in den USA.
1992 wurde er Ehrendoktor der ETH Zürich und 2008 des Royal Holloway College. Er ist Fellow der International Association for Cryptologic Research (IACR). 1996 erhielt er den Paris-Kanellakis-Preis. Diffie ist zusammen mit Hellman Träger des Turing Award 2015. 2017 wurde er in die National Academy of Engineering und die Royal Society gewählt. Im Jahr 2020 wurde er in die Hall of Honor („Ehrenhalle“) der National Security Agency (NSA) aufgenommen.

## Schriften
- mit Susan Landau: Privacy on the line. The politics of wiretapping and encryption. MIT Press, Cambridge MA u. a. 1998, ISBN 0-262-04167-7 (Updated and expanded edition. ebenda 2007, ISBN 978-0-262-04240-6).
- The first ten years of public key cryptography. In: Gustavus J. Simmons (Hrsg.): Contemporary Cryptology. The Science of Information Integrity. IEEE Press, Piscataway NJ 1992, ISBN 0-87942-277-7, S. 65–134.
- mit M. E. Hellman: Privacy and authentication: An introduction to cryptography. In: Proceedings of the IEEE. Bd. 67, Nr. 3, 1979, S. 397–427, doi:10.1109/PROC.1979.11256.
- mit M. E. Hellman: New directions in cryptography. In: IEEE Transactions on Information Theory. Bd. 22, Nr. 6, 1976, ISSN 0018-9448, S. 644–654, doi:10.1109/TIT.1976.1055638.